# Concorde
Aérospatiale-BAC Concorde là thành tựu hợp tác của chính phủ Anh và Pháp.
Concorde là máy bay chở khách siêu thanh thương mại thành công nhất từng hoạt động, (chiếc kia là Tupolev Tu-144).
Bay thử lần đầu năm 1969, Concorde bắt đầu được đưa vào phục vụ năm 1976 và có thời gian hoạt động dài 27 năm. Nó thường bay tuyến từ London Heathrow (British Airways) và Paris Charles de Gaulle (Air France) tới New York JFK.
Chiếc máy bay này đã lập được nhiều kỷ lục, gồm thời gian bay 2 giờ, 52 phút và 59 giây giữa New York và London, ngày 7 tháng 2 năm 1996.
Giai đoạn phát triển tốn kém của Concorde khiến chính phủ Anh và Pháp phải chịu khá nhiều thiệt hại kinh tế, dù trong phần lớn thời gian hoạt động nó cũng mang lại những khoản lợi nhuận đáng kể cho British Airways. Các chuyến bay thương mại, do British Airways và Air France điều hành, đã bắt đầu ngày 21 tháng 1 năm 1976.
Vì vụ tai nạn duy nhất (năm 2000) cùng các vụ tấn công khủng bố ngày 11 tháng 9 năm 2001 và nhiều yếu tố khác, Concorde đã được cho ngừng hoạt động ngày 24 tháng 10 năm 2003, chuyến bay "về hưu" diễn ra ngày 26 tháng 11 năm ấy.
Tuy đã ngừng hoạt động, Concorde vẫn là một biểu tượng trong lịch sử hàng không.

## Các đặc điểm chung

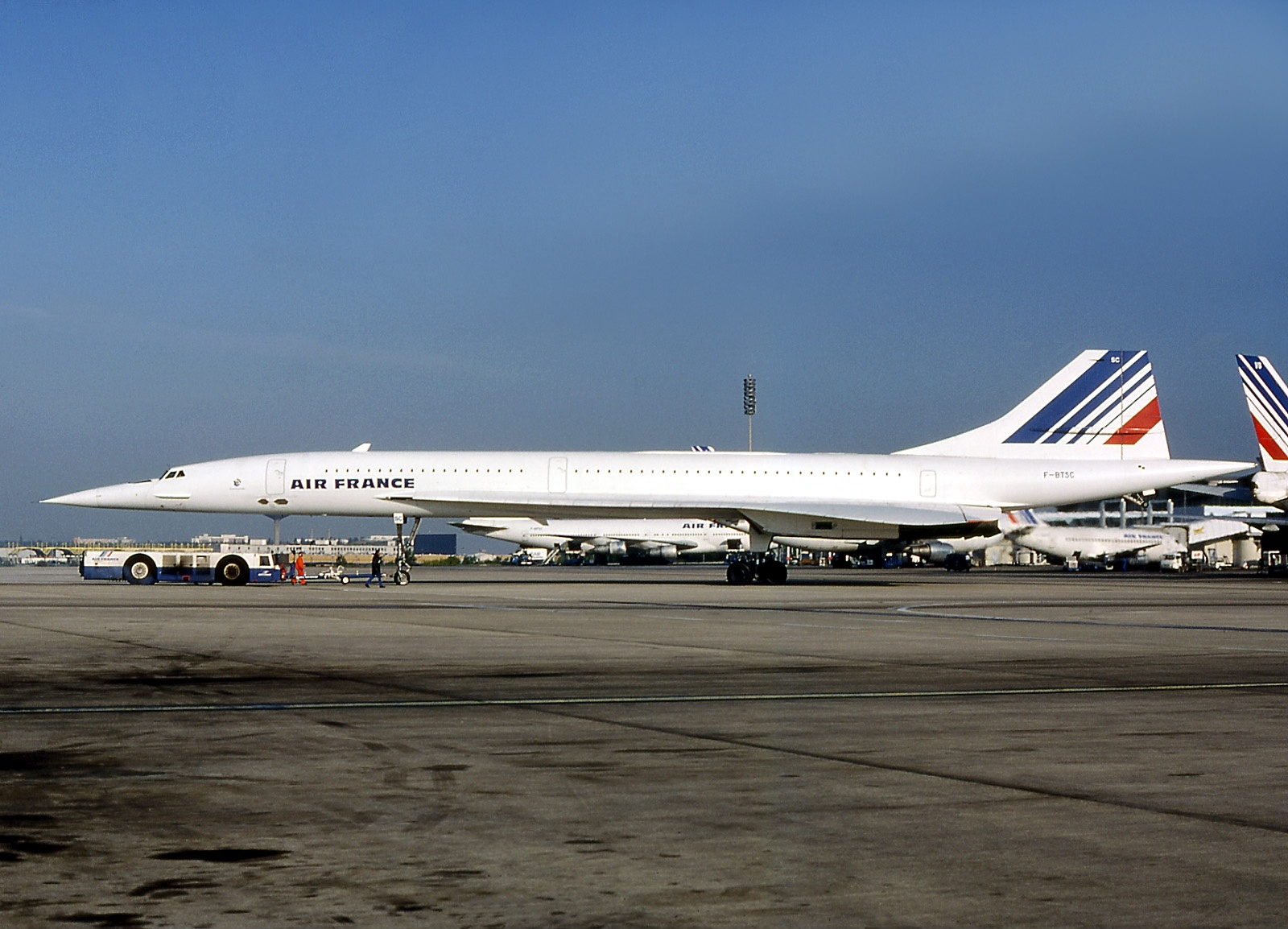
Chiếc Concorde của Air france

Concorde có tốc độ bay siêu thanh trung bình Mach 2.02 (khoảng 2.140 km/h hay 1.330 mph) với độ cao bay siêu thanh tối đa 60.000 feet (18.300 mét). Tốc độ âm thanh thay đổi nhiều theo nhiệt độ không khí, có nghĩa rằng nếu Concorde đi vào một túi khí nóng, tốc độ của nó sẽ tăng từ Mach 2.0 tới hơn Mach 2.04, mà không hề thay đổi tốc lực thực. Tốc độ âm thanh khoảng 332 m/s ở nhiệt độ và áp suất tiêu chuẩn.
Concorde là một máy bay cánh tam giác hình cung nhọn với bốn động cơ Olympus dựa trên nguyên mẫu động cơ được phát triển cho chiếc máy bay ném bom chiến lược Avro Vulcan. Những động cơ này do Rolls-Royce và SNECMA phối hợp chế tạo, SNECMA lần đầu tiên bước chân vào thị trường động cơ phản lực dân dụng. Concorde là chiếc máy bay chở khách đầu tiên có hệ thống kiểm soát bay fly-by-wire analogue. Nó sử dụng nhãn hiệu đăng ký mũi gục cho kiểu dáng mũi thấp để tăng tầm quan sát của mình.
Trong hoạt động thông thường, Concorde sử dụng cách bay siêu thanh tăng dần độ cao (cruise-climb) khá hiệu quả. Nhờ thế máy bay có thể giảm trọng lượng nhiên liệu tiêu thụ, và bay ở độ cao tăng dần lên. Điều này (nói chung) có hiệu quả hơn, vì thế những chiếc máy bay chở khách thông thường khác dùng cách nhảy độ cao, theo đó kiểm soát không lưu sẽ cho phép thay đổi sang một tầm bay cao hơn khi quá trình bay diễn ra. Vì không có một loại máy bay dân sự nào khác hoạt động ở độ cao bay siêu thanh của mình, những đường bay vượt đại dương thường xuyên trên bầu trởi Đại Tây Dương được chỉ định sao cho Concorde luôn có khoảng không rộng 10.000, cho phép nó tăng dần độ cao từ 50.000 lên 60.000 trong khi vượt đại dương. Trong suốt quá trình hạ độ cao để hạ cánh Concorde ở"phía sau"của drag curve.

## Thiết kế và phát triển

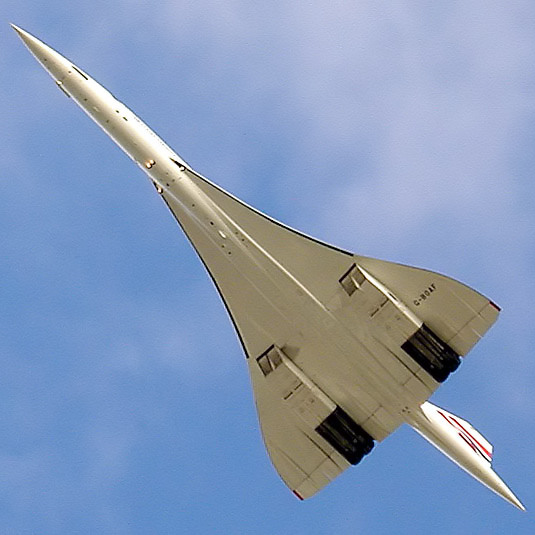
Chuyến bay cuối cùng của Concorde, G-BOAF từ Heathrow tới Bristol, ngày 26 tháng 11 năm 2003.

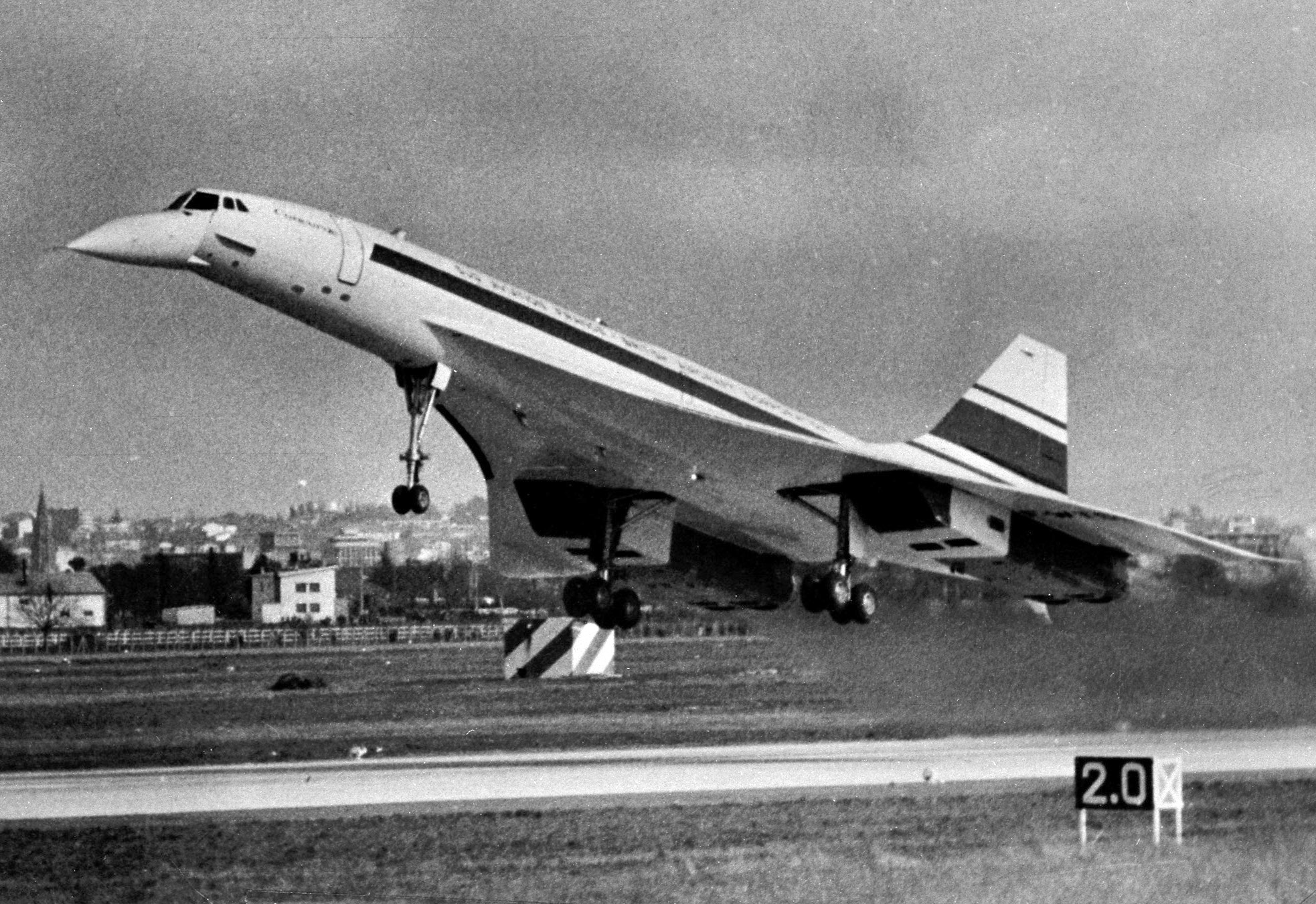
2 tháng 3 năm 1969

Cuối thập kỷ 1950, Anh Quốc, Pháp, Hoa Kỳ và Liên bang Xô viết đều xem xét việc phát triển máy bay chở khách siêu thanh.
Bristol Aeroplane Company của Anh Quốc và Sud Aviation của Pháp đều tiến hành công việc thiết kế, được gọi là Type 233 và Super-Caravelle. Cả hai công ty đều được chính phủ nước mình trợ cấp. Thiết kế của người Anh là một chiếc máy bay chở khách xuyên Đại Tây Dương với khoảng 128 hành khách, trong khi người Pháp có ý định tập trung vào lĩnh vực bay tầm trung.
Hai thiết kế đều sẵn sàng cho giai đoạn sản xuất nguyên mẫu vào đầu thập niên 1960, nhưng giá thành lên cao tới mức chính phủ Anh yêu cầu BAC phải tìm kiếm hợp tác quốc tế. Những đề xuất đã được gửi tới chính phủ một số nước nhưng chỉ riêng Pháp cho thấy có sự quan tâm thực sự. Việc phát triển dự án đã được đàm phán như một hiệp ước quốc tế giữa hai nước chứ không phải là một thỏa thuận thương mại giữa các công ty và gồm cả một điều, ban đầu do Anh Quốc yêu cầu, ràng buộc bồi thường cho việc hủy hợp đồng (Bộ tài chính Anh đã hai lần gần hủy ngang dự án). Một bản thảo hiệp ước được hoàn thành ngày 28 tháng 11 năm 1962. Tới lúc ấy, cả hai công ty đều đã sáp nhập để trở thành các công ty mới, vì thế dự án Concorde trở thành giữa Công ty Hàng không Anh và Aerospatiale.
Đầu tiên liên doanh mới dự định sản xuất hai phiên bản máy bay, một tầm xa và một tầm gần. Tuy nhiên, khi giới thiệu thiết kế với những khách hàng tiềm năng, không bên nào quan tâm tới thiết kế tầm ngắn. Những kế hoạch cho thiết kế này bị hủy bỏ, và liên doanh có được đơn đặt hàng cho một trăm chiếc phiên bản tầm xa từ những hãng hàng không hàng đầu thời ấy: Pan Am, BOAC và Air France là những khách hàng đầu tiên, mỗi bên đặt sáu chiếc. Các hãng khác có đặt hàng gồm Panair do Brasil, Japan Airlines, Lufthansa, American Airlines, United Airlines, Air Canada, Braniff, Iran Air, Qantas, CAAC, Middle East Airlines và TWA.
Ban đầu ở Anh Quốc chiếc máy bay được gọi là"Concorde,"theo cách đánh vần của Pháp, nhưng đã được Harold Macmillan chính thức đổi thành"Concord"khi nhận thấy sự xem thường của Charles de Gaulle. Năm 1967, tại lễ giới thiệu ở Toulouse, Bộ trưởng Công nghệ Anh, Tony Benn đã thông báo rằng ông sẽ đổi cách đánh vần lại như cũ thành"Concorde."
Việc này đã gây ra sự phản kháng từ những người có tinh thần quốc gia nhưng đã dần tắt khi Benn giải thích rằng hậu tố"e"biểu hiện"Excellence (tuyệt hảo), England (Anh Quốc), Europe (Châu Âu) và Entente (Sự thân ái)."Trong hồi ký của mình, ông đã kể lại một câu chuyện về một bức thư từ một người Scotland đầy giận dữ nói rằng:"ông nói chữ 'E' là England (Anh Quốc), nhưng một phần của nó được chế tạo tại Scotland."Nhắc tới chiếc mũi hình nón của Concorde được chế tạo tại Scotland, Benn trả lời"đó cũng là 'E' cho 'Ecosse' (tên tiếng Pháp của Scotland) — và đáng lẽ tôi phải thêm 'e' cho extravagance (sự phung phí) và 'e' cho escalation (sự leo thang) nữa!".
Việc chế tạo hai nguyên mẫu bắt đầu tháng 2 năm 1965: 001, được Aerospatiale đóng tại Toulouse, và 002, bởi BAC tại Filton, Bristol. 001 tiến hành chuyến bay thử đầu tiên từ Toulouse ngày 2 tháng 3 năm 1969 và lần đầu bay với tốc độ siêu thanh ngày 1 tháng 10. Khi chương trình bay đang được tiến hành, Concorde đã hoàn thành một tour bay quảng cáo ngày 4 tháng 9 năm 1971. 002 tiếp nối với chuyến bay ngày 2 tháng 6 năm 1972 tới Trung Đông và Viễn Đông. 002 lần đầu bay tới Hoa Kỳ năm 1973, hạ cánh xuống Sân bay Quốc tế Dallas/Fort Worth nhân ngày khai trương của nó.
Những chuyến bay này mang lại đơn đặt hàng cho hơn 70 chiếc, nhưng nhiều yếu tố kết hợp bất ngờ khiến nhiều hợp đồng bị hủy bỏ - Cuộc khủng hoảng dầu mỏ 1973 (Concorde có mức tiêu thụ nhiên liệu trên dặm chuyên chở cao hơn những đối thủ cạnh tranh có tốc độ dưới siêu thanh của mình), những khó khăn tài chính gay gắt của các công ty hàng không, một vụ tai nạn ngay trước mắt công chúng của đối thủ cạnh tranh Xô viết, chiếc Tupolev Tu-144, và những lo ngại về môi trường như nổ siêu thanh, tiếng ồn khi cất cánh và ô nhiễm. Chỉ Air France và British Airways (hậu thân của BOAC) thực hiện các hợp đồng của mình, và hai chính phủ cũng cắt đi tất cả các khoản lãi suất dự tính. Trong trường hợp BA, 80% bị chính phủ giữ tới tận năm 1984, trong khi tiền mua máy bay được chính phủ cho vay.
Hoa Kỳ đã hủy bỏ chương trình vận tải siêu thanh (SST) của họ năm 1971. Hai bản thiết kế đã được đệ trình; chiếc Lockheed L-2000, trông như một chiếc Concorde có tỷ lệ lớn hơn, đã thua cuộc trước Boeing 2707, với dự định có tốc độ nhanh hơn, chở 300 hành khách và có thiết kế cánh cụp cánh xoè. Những nhà quan sát công nghiệp tại Pháp và Anh Quốc cho xuất rằng một phần những phản đối về ô nhiễm tiếng ồn của Concorde là có sự đạo diễn, hay ít nhất xúi bẩy từ phía Chính phủ Hoa Kỳ, vì không thể đưa ra được một mẫu thiết kế mang tính cạnh tranh, dù Tổng thống John F. Kennedy đã đưa ra một lời hứa hẹn đầy hấp dẫn năm 1963. Các nước khác, như Ấn Độ và Malaysia, không cho phép những chuyến bay siêu thanh của Concorde qua vùng tài phán của họ vì những lo ngại về tiếng ồn. 
Cả hai hãng hàng không đều tiến hành các chuyến bay biểu diễn và thử nghiệm từ năm 1974 trở về sau. Những kỷ lục trong thử nghiệm của Concorde hiện vẫn chưa bị vượt qua; nó đã hoàn thành 5.335 giờ bay ở riêng giai đoạn nguyên mẫu, tiền sản xuất và chiếc máy bay đầu tiên sản xuất. Tổng cộng 2.000 thử nghiệm được tiến hành ở tốc độ siêu thanh. Những con số thống kê này tương đương gần bốn lần so với những máy bay thương mại ở tốc độ dưới siêu thanh tương tự. Đơn giá Concorde là 23 triệu bảng Anh (46 triệu dollar Mỹ) năm 1977. Chi phí phát triển tăng thêm 600%.

## Các đặc tính kỹ thuật

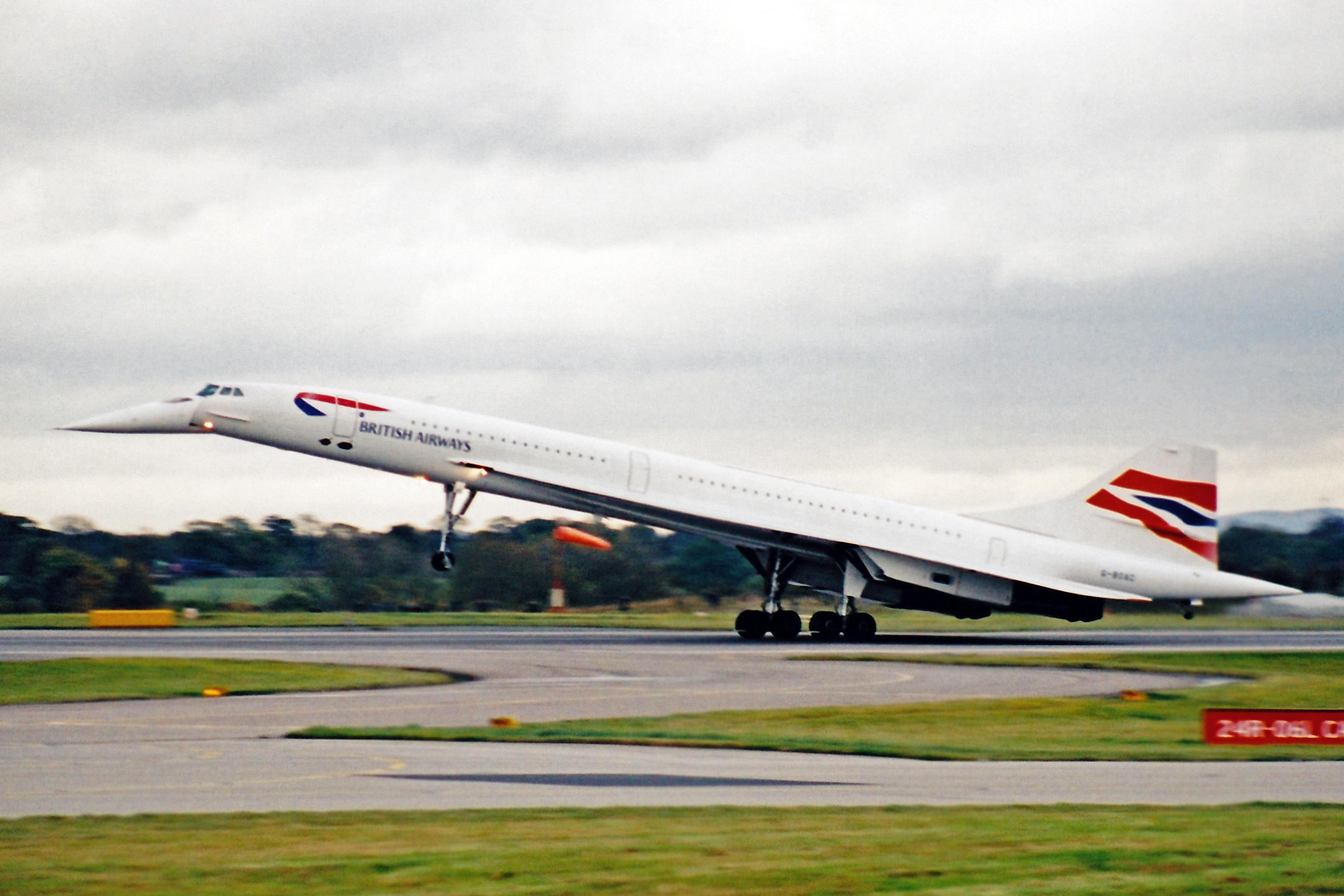
Lần hạ cánh cuối cùng

Nhiều tính năng thông thường của những chiếc máy bay chở khách đầu thế kỷ 21 đã được áp dụng lần đầu tiên trên chiếc Concorde.
Để tăng tốc độ và tình trạng bay:
- Cánh hình Tam giác đôi (Double-delta) (có đường rãnh/hình cung nhọn)
- Rolls-Royce/Snecma Động cơ phản lực tuốc bin Olympus với (các bộ phận đốt lần hai) được gia nhiệt (reheat) và cửa hút khí có thể thay đổi kích thước
- Khả năng bay siêu thanh
- Động cơ thrust-by-wire, tiền thân của các động cơ điều khiển FADEC ngày nay
- Mũi gấp để tăng tầm quan sát khi hạ cánh

Để giảm trọng lượng và tăng tính năng bay:
- Mach 2.04 để đạt tỷ lệ tiêu thụ nhiên liệu tốt nhất (lực cản siêu thanh nhỏ nhất, dù các động cơ phản lực tuốc bin hoạt động với hiệu suất cao hơn ở tốc độ cao)
- Chủ yếu sử dụng vật liệu nhôm trong chế tạo để có trọng lượng nhỏ và chế tạo khá theo quy ước (ở những tốc độ cao hơn vật liệu nhôm không thể sử dụng)
- Chế độ bay tự động và autothrottle cho phép điều khiển máy bay"tự động hoàn toàn"từ khi cất cánh đến khi hạ cánh
- Các hệ thống điều khiển bay fly-by-wire analogue điều khiển điện tử hoàn toàn
- Các bề mặt điều khiển bay đa chức năng
- Hệ thống thủy lực áp lực cao 28 MPa (4.000 lbf/in²) khiến bộ phận thủy lực có trọng lượng nhỏ hơn
- Hệ thống brake-by-wire analogue kiểm soát điện tử hoàn toàn
- 17 bình chứa nhiên liệu đặt xung quanh thân giúp kiểm soát trung tâm trọng lực

liên kết=Special:FilePath/So-do-sap-xep-nhien-lieu a20a2.gif
- Phụ tùng được chế tạo từ cùng một loại hợp kim giúp giảm số lượng mã phụ tùng

Di sản hàng đầu Concorde để lại chính là kinh nghiệm thu thập được trong quá trình thiết kế và chế tạo nó, sau này đã trở thành nền tảng cho consortium Airbus. Ví dụ, sự tham gia của Snecma Moteurs vào chương trình Concorde cũng là bước chuẩn bị cho sự thâm nhập vào thị trường thiết kế, sản xuất động cơ máy bay dân sự, mở đường cho Snecma thành lập CFM International với General Electric với loạt động cơ CFM International CFM56 đầy thành công.
Dù Concorde là một sản phẩm khoa học tuyệt vời ở thời điểm nó được đưa vào hoạt động trong thập kỷ 1970, 30 sau buồng lái của nó với dày đặc những đồng hồ và nút bấm công nghệ analogue trông đã quá lạc hậu. Vì không có đối thủ cạnh tranh nên cũng không có áp lực thương mại buộc nâng cấp Concorde với những hệ thống điện tử hàng không tiên tiến, tiện nghi cho hành khách, so với những chiếc máy bay chở khách khác được sản xuất cùng thời kỳ (ví dụ Boeing 747).
Các đối tác chủ chốt, BAC (sau này trở thành BAE Systems) và Aerospatiale (sau này trở thành EADS), là đồng sở hữu chứng nhận kiểu dáng Concorde. Trách nhiệm về Chứng nhận Kiểu dáng đã được chuyển cho Airbus cùng với sự thành lập Airbus SAS.

## Các vấn đề lớn đã được khắc phục khi thiết kế

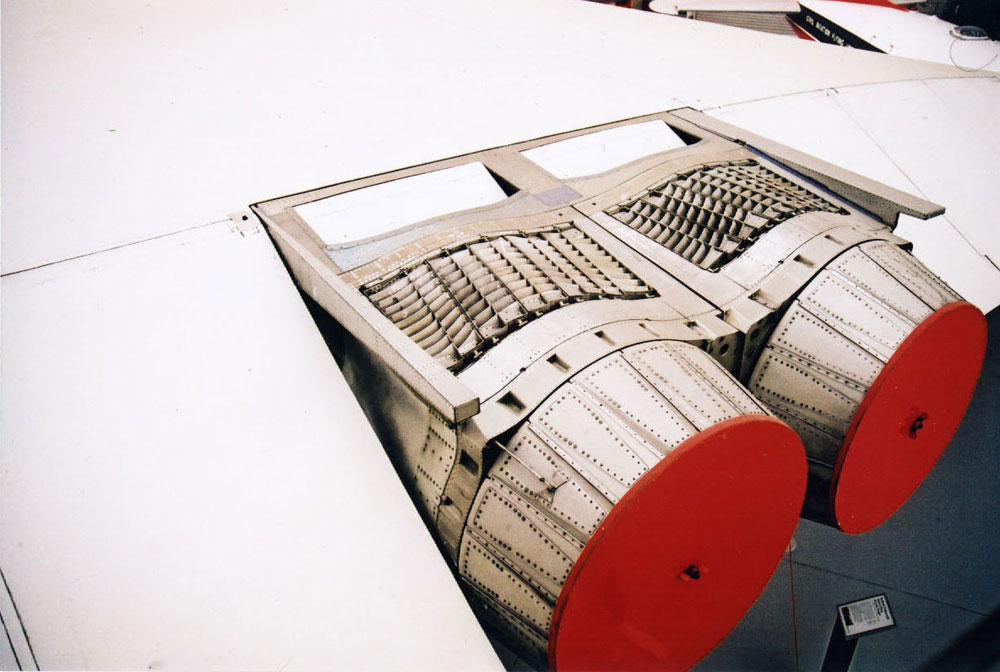
G-AXDN, Duxford, cận cảnh động cơ.

Nhiều vấn đề đã được giải quyết trong quá trình nghiên cứu và phát triển Concorde.

### Di chuyển trung tâm trọng lực
Khi bất kỳ một chiếc máy bay nào vượt qua điểm tới hạn (critical mach) của thân của nó, trung tâm áp lực (center of pressure) sẽ bị đẩy lùi về phía sau. Điều này gây ra một lực kéo máy bay xuống dưới, bởi vì trung tâm trọng lực vẫn nằm nguyên chỗ cũ. Các kỹ sư đã thiết kế cánh theo cách đặc biệt để giảm hiệu ứng này. Tuy nhiên trung tâm áp lực vẫn bị đẩy lùi khoảng 2m. Sử dụng biện pháp kiểm soát trọng tải (trim control) có thể xử lý vấn đề này, nhưng ở những tốc độ cao nó có thể gây ra sự gia tăng đáng kể về lực cản đối với máy bay. Vì thế, thay vào đó việc thay đổi vị trí nhiên liệu dọc theo máy bay trong thời điểm tăng và giảm tốc nhằm thay đổi trung tâm trọng lực trở thành biện pháp kiểm soát trọng tải phụ rất hiệu quả.

### Động cơ
Để có hiệu quả kinh tế, Concorde cần có thể bay qua những khoảng cách khá lớn, và điều này lại đòi hỏi tính hiệu suất cao. Nhằm có tốc độ bay siêu thanh thuận lợi nhất, các động cơ cần có diện tích phía trước nhỏ nhất để giảm lực cản và tỷ lệ đường rẽ (bypass ratio) thấp nhằm đạt tốc độ phụt khí cao, siêu thanh. Vì thế các động cơ phản lực tuốc bin là phù hợp nhất. Loại động cơ tuốc bin cánh quạt hoạt động êm và có hiệu suất cao hơn cũng như có tỷ lệ đường rẽ thấp hơn như loại được dùng trên những chiếc Boeing 747 không thể dùng được. Động cơ được lựa chọn là loại động cơ đôi Rolls-Royce/Snecma Olympus 593, một phiên bản của loại Olympus vốn được phát triển cho loại máy bay ném bom Vulcan, nhưng đã được phát triển thêm để phù hợp với Concorde.
Thiết kế cửa hút khí của động cơ Concorde đặc biệt khó. Tất cả các động cơ phản lực quy ước chỉ có thể lấy khí ở tốc độ khoảng Mach 0.5; vì thế không khí từ tốc độ Mach 2.0 cần phải được giảm tốc. Đặc biệt, Concorde cần kiểm soát được các sóng xung (shockwave) xuất hiện trong quá trình làm giảm tốc dòng khí nhằm tránh hư hại động cơ. Vấn đề này được giải quyết nhờ một đôi ramp và một nắp phụ, có thể thay đổi vị trí trong khi bay nhằm giảm tốc dòng khí. Các ramp nằm ở phía trên ngăn động cơ và chỉ di chuyển xuống còn nắp phụ vừa đưa lên vừa đưa xuống được cho phép khí vào và ra. Lúc cất cánh, khi động cơ cần nhiều không khí, các ram nằm ép phẳng phía trên và nắp phụ ở trong cho phép nhiều không khí đi vào động cơ. Khi máy bay đạt tới tốc độ Mach 0.7, nắp đóng lại; ở Mach 1.3, các ramp bắt đầu hoạt động, đẩy không khí khỏi động cơ, không khí khi ấy được dùng để điều áp trong máy bay. Ở tốc độ Mach 2.0, các ramp hoạt động một nửa. Chúng cũng giúp làm giảm khối lượng công việc của các máy nén bởi chúng không chỉ nén mà còn làm tăng nhiệt độ không khí.

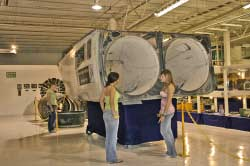
Cửa hút khí đôi động cơ Concorde được trưng bày tại một bảo tàng ở Ciudad Juarez, México. (Museo del Concorde)

Lỗi động cơ gây ra những vấn đề rất lớn trên những chiếc máy bay dưới tốc độ siêu thanh, không chỉ bởi máy bay mất lực đẩy ở phía động cơ hỏng mà chính động cơ cũng trở thành một lực cản lớn, khiến máy bay chệch hướng và nghiêng theo phía động cơ hỏng. Nếu điều này xảy ra với Concorde ở tốc độ siêu thanh, hầu như chắc chắn nó sẽ gây ra thảm họa với thân máy bay. Khi động cơ hỏng cửa hút gió của nó hầu như không hoạt động, vì thế hiệu ứng xảy ra lập tức khi động cơ Concorde hỏng sẽ được đối phó bằng cách mở nắp phụ và kéo dài ramp hết cỡ, làm chệch hướng không khí xuống dưới động cơ, lấy lại lực nâng và khiến động cơ có hình dáng khí động học tốt hơn, giảm lực cản của động cơ hỏng. Trong thử nghiệm, Concorde có khả năng tắt cả hai động cơ ở cùng một phía ở tốc độ Mach 2 mà không gặp vấn đề nào về điều khiển.
Máy bay chỉ sử dụng bộ phận (đốt lần hai) khi cất cánh và khi tăng tốc đạt tốc độ âm thanh. Các động cơ chỉ có khả năng đạt tới Mach 2 khi không sử dụng bộ phận đốt lần hai, nhưng thực tế hoạt động cho thấy khi không sử dụng máy bay còn hao phí nhiên liệu nhiều hơn, bởi nó mất nhiều thời gian bay ở tốc độ dưới âm thanh với lực cản lớn dù sử dụng bộ phận đốt lần hai cũng là một phương pháp có hiệu năng thấp.
Máy bay phản lực tuốc bin hoạt động rất kém hiệu quả ở tốc độ bay thấp, Concorde đốt hai tấn nhiên liệu để đi ra tới đường băng. Để tiết kiệm nhiên liệu, chỉ hai động cơ phía ngoài hoạt động sau khi máy bay hạ cánh. Lực đẩy từ hai động cơ đủ cho máy bay chạy vì trọng lượng máy bay ở điểm hạ cánh đã khá thấp. Một chiếc Concorde từng hết sạch nhiên liệu để về nhà ga sau khi hạ cánh; phi công đã bị sa thải.

### Các vấn đề nhiệt
Bên cạnh động cơ, vấn đề cần quan tâm nhất với kết cấu của bất kỳ một chiếc máy bay siêu thanh nào là phần mũi. Các kỹ sư đã muốn sử dụng (duralumin) nhôm để chế tạo toàn bộ chiếc máy bay này, vì sự quen thuộc, giá thành và dễ chế tạo của nó. Nhiệt độ cao nhất nhôm có thể chịu được trong đời hoạt động của máy bay tối đa là 127 °C, khiến giới hạn tốc độ tối đa của nó là Mach 2.02.
Concorde trải qua hai quá trình nóng lên và lạnh đi trong một chuyến bay, đầu tiên là quá trình lạnh khi nó lấy độ cao, và sau đó nóng lên khi bay ở tốc độ siêu thanh. Quá trình nghịch đảo xảy ra khi nó hạ độ cao và giảm tốc độ. Yếu tố này cần phải được tính toán khi lựa chọn nguyên liệu. Vì nhiệt độ phát ra bởi không khí bị nén khi Concorde bay với tốc độ siêu thanh, thân máy bay sẽ kéo dài tối đa 300 mm (gần 1 foot), hệ quả lớn nhất là nó tạo ra một khe hở trên thân máy bay giữa rầm và vách ngăn. Trên toàn bộ những chiếc Concorde đã trải qua chuyến bay siêu thanh trước khi ngừng hoạt động, các kỹ sư đã đặt được chiếc mũ của họ vào trong khe hở này trước khi nó lạnh đi, những chiếc mũ vẫn yên vị ở đó tới tận bây giờ. Chiếc mũ lưỡi trai trên Chiếc Concorde tại Bảo tàng Seattle đã bị một người cắt đi, rõ ràng với mục đích ăn trộm, chỉ còn lại phần sau. Tuy nhiên, sau khi được tuyên bố ân xá, chiếc mũ ở tình trạng hư hỏng đã được trả lại; bảo tàng hiện đang xem xét việc gắn lại nó.
Một điều cần thiết khác là điều hòa không khí cho cabin. Concorde dùng nhiên liệu làm nơi thu nhiệt từ máy điều hoà, cũng như để làm lạnh hệ thống thủy lực. Trong các chuyến bay siêu thanh, kính cửa sổ buồng lái trở nên rất nóng không thể sờ tay được.
Concorde cũng bị một số hạn chế khác về sơn phủ; phần lớn bề mặt của nó phải được sơn màu trắng để tránh làm nóng quá mức kết cấu nhôm xuất hiện do hiệu ứng tăng nhiệt ở tốc độ Mach 2. Tuy nhiên, năm 1996, Air France đã sơn chiếc F-BTSD với màu xanh dương chủ đạo (trừ cánh) trong một thời gian ngắn khi thực hiện hợp đồng thương mại với hãng Pepsi Cola. Với màu sơn này, Air France được khuyến cáo không nên bay ở tốc độ Mach 2 hơn 20 phút mỗi lần, nhưng ở tốc độ dưới Mach 1.7 chiếc máy bay không bị một hạn chế nào. F-BTSD đã được lựa chọn cho chương trình quảng cáo thương mại vì nó đã được dự tính ngừng hoạt động trên những đường bay dài cần tốc độ hơn Mach 2.

### Các vấn đề kết cấu
Vì bay ở tốc độ lớn, kết cấu của Concorde phải chịu tác động lớn từ nhiều loại lực trong quá trình bay nghiêng và quay đầu. Điều này khiến kết cấu máy bay bị vặn và méo. Vấn đề này được giải quyết bằng cách cho ngừng hoạt động (neutralization) những bộ phận di động bên ngoài máy bay (elevons) khi bay ở tốc độ cao. Chỉ những bộ phận phía trong, được gắn vào những vùng kết cấu tốt nhất tại cánh, hoạt động.
Concorde có cửa sổ hành khách khá nhỏ. Nghiên cứu cho thấy, ở độ cao bay thông thường rất lớn của Concorde, một cửa sổ lớn, nếu bị vỡ sẽ khiến hành khách và phi hành đoàn bị lôi ra ngoài trước khi máy bay có thể hạ xuống độ cao an toàn. Những mặt nạ oxy tiêu chuẩn cũng không giúp giải quyết vấn đề này. Vì thế các cửa sổ được chế tạo nhỏ để các máy nén có thể giữ ổn định áp lực cabin cần thiết trong quá trình máy bay hạ thấp.

### Phanh
Vì tốc độ trung bình cất cánh khá cao tới 250 dặm trên giờ (400 km/h), Concorde cần có bộ phận phanh tốc. Phanh của Concorde là một trong những loại phanh đầu tiên được tích hợp hệ thống chống bó cứng phanh, giúp bánh không bị bó cứng khi phanh khẩn cấp, cho phép giảm tốc độ và mức độ kiểm soát tốt hơn trong quá trình phanh, đặc biệt ở điều kiện ẩm ướt.
Phanh được làm từ carbon và có thể khiến Concorde, nặng tới 185 tấn, chuyển động ở tốc độ 190 dặm trên giờ (305 km/h), đứng lại khi phanh khẩn cấp hủy bỏ cất cánh trên chiều dài một dặm (1600 m). Quá trình phanh khiến nhiệt độ tăng lên trong khoảng 300 °C tới 500 °C, và cần nhiều giờ để làm nguội.

### Tăng diện tích hấp thụ bức xạ
Độ cao bay siêu thanh lớn có nghĩa hành khách trên chiếc Concorde phải hứng chịu luồng (flux) bức xạ ion ngoài Trái Đất gấp hai lần so với loại máy bay đường dài khác. Tuy nhiên, vì thời gian bay ngắn hơn, tổng liều lượng tương đương nhỏ hơn một máy bay thông thường khác trên cùng khoảng cách. Hoạt động Mặt trời dẫn tới sự tăng bức xạ vật lý, vì thế khoang máy bay có một dụng cụ đo bức xạ và một thiết bị đo tỷ lệ giảm bức xạ. Nếu mức độ bức xạ lên quá cao, Concorde sẽ hạ xuống dưới 47.000 feet (14.000 m). Tỷ lệ giảm bức xạ ở thiết bị đo sẽ quyết định liệu máy bay có phải hạ thấp nữa không, giảm thời gian máy bay hoạt động ở độ cao không an toàn.

### Mũi gấp
Chiếc mũi gấp nổi tiếng của Concorde là sự thỏa hiệp giữa yêu cầu một thiết kế khí động học thích hợp nhằm giảm lực cản và nhu cầu quan sát của phi công trong quá trình chạy trên đường dẫn, cất cánh và hạ cánh. Một máy bay cánh tam giác cất cánh và hạ cánh với góc tấn công lớn (góc mũi lớn) so với máy bay dưới tốc độ siêu thanh, vì cách thức tạo lực nâng của loại cánh tam giác. Mũi nhọn thẳng sẽ làm cản tầm nhìn của phi công trên đường dẫn và đường băng, vì thế mũi của Concorde được thiết kế xoay tới các vị trí khác nhau ở các thời điểm khác nhau. Mũi gấp được tích hợp một mặt nạ di chuyển đã được kéo vào trong mũi trước khi nó được hạ xuống. Khi mũi nâng ngang lên, mặt nạ được đưa lên phía trước kính buồng lái để tạo hiệu quả khí động học tốt nhất.
Một bộ phận điều khiển trong buồng lái sẽ đưa mặt nạ vào trong và mũi sẽ được hạ xuống 5° bên dưới vị trí đường ngang tiêu chuẩn cho quá trình chạy trên đường dẫn và cất cánh. Sau khi cất cánh và rời sân bay, mũi và mặt nạ sẽ được nâng lên. Một thời gian ngắn trước khi hạ cánh, mặt nạ lại được thu vào và mũi hạ xuống 12.5° bên dưới đường ngang để có được tầm quan sát tối đa. Ngay khi hạ cánh, mũi sẽ nhanh chóng được nâng lên vị trí 5° nhằm tránh khả năng bị hư hại. Rất hiếm khi Concorde có thể cất cánh với chiếc mũi gấp hoàn toàn. Một khả năng sắp đặt vị trí cuối cùng là mặt nạ rút vào trong mũi nhưng mũi vẫn ở vị trí tiêu chuẩn. Kiểu sắp đặt này được dùng khi làm vệ sinh kính buồng lái và khi tiến hành những chuyến bay dưới siêu thanh tầm ngắn.
Hai chiếc Concordes nguyên mẫu có hai"lỗ kính"trên mặt nạ của chúng.Cơ quan Quản lý Hàng không Liên bang phản đối tầm quan sát kém của nó và yêu cầu có một thiết kế khác trước khi có thể cho phép Concorde hoạt động tại các sân bay Hoa Kỳ, việc này khiến mặt nạ phải thiết kế lại và nó đã được áp dụng trên bốn chiếc máy bay"tiền sản xuất"(101, 102, 201, và 202).

## Lịch bay

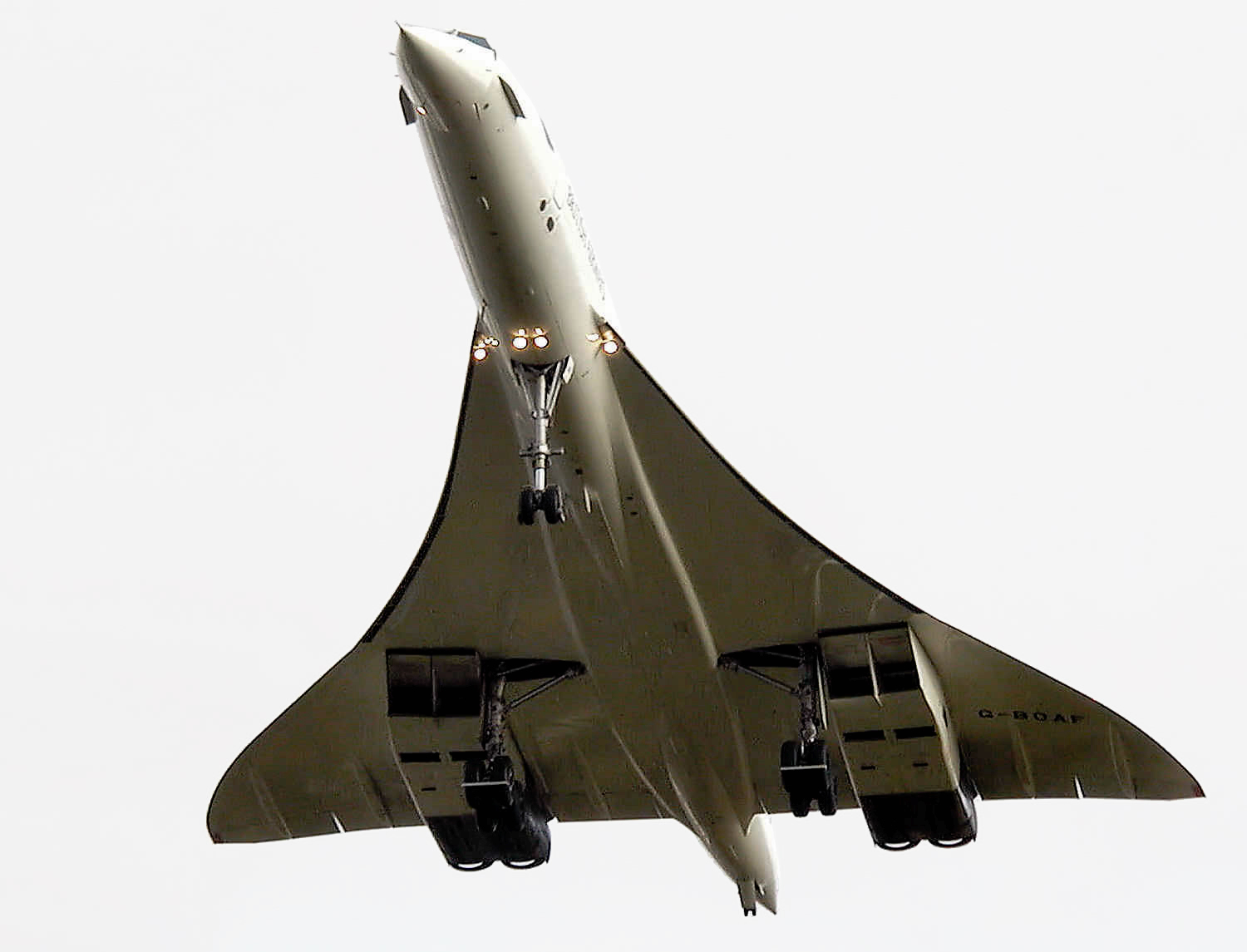
Concorde G-BOAF. Lần hạ cánh cuối cùng của Concorde xuống Sân bay Filton, gần Bristol, ngày 26 tháng 11 năm 2003

Những chuyến bay định kỳ bắt đầu từ ngày 21 tháng 1 năm 1976 trên tuyến London-Bahrain và Paris-Rio (qua Dakar). Nghị viện Hoa Kỳ vừa cấm Concorde hạ cánh tại Hoa Kỳ, chủ yếu bởi vì người dân nước này phản đối những tiếng nổ siêu thanh, khiến những đường bay xuyên Đại Tây Dương không có được sự phục vụ đáng mong ước. Tuy nhiên, Bộ trưởng Giao thông Hoa Kỳ, William Coleman, đã trao giấy phép đặc biệt cho Concorde hoạt động tại Sân bay Quốc tế Washington Dulles, và British Airways cùng Air France đồng thời bắt đầu các đường bay tới Dulles ngày 24 tháng 5 năm 1976.
Khi lệnh cấm của Hoa Kỳ với những chuyến bay siêu thanh trên biển được dỡ bỏ tháng 2 năm 1977, riêng New York cấm Concorde. Lệnh cấm chấm dứt ngày 17 tháng 10 năm 1977 khi Tòa án Tối cao Hoa Kỳ khước từ việc bác bỏ một phán quyết của tòa cấp dưới từ chối yêu cầu kéo dài lệnh cấm của Port Authority. Những chuyến bay định kỳ từ Paris và London tới Sân bay Quốc tế John F. Kennedy tại New York bắt đầu ngày 22 tháng 11 năm 1977. Những chuyến bay do BA điều hành thường được đánh mã từ"BA001"tới"BA004."(Bản báo cáo về tiếng ồn lưu ý rằng Air Force One, khi ấy là một chiếc Boeing 707, còn ồn hơn Concorde khi bay ở tốc độ dưới siêu thanh và trong khi cất cánh, hạ cánh.)
Trong khi những chiếc máy bay phản lực thương mại khác mất nhiều giờ để bay từ New York tới Paris, thời gian trung bình cho một chuyến bay siêu thanh trên các tuyến đường xuyên Đại Tây Dương chỉ dưới 3.5 giờ. Khi bay trên Đại Tây Dương, Concorde bay nhanh gấp hai lần các loại máy bay khác - chúng thường có vẻ như đang bay lùi lại đằng sau. Tới năm 2003, Air France và British Airways vẫn tiếp tục các chuyến bay hàng ngày tới New York. Concorde cũng bay tới Sân bay Quốc tế Grantley Adams tại Barbados trong kỳ nghỉ đông, và một vài khi, tới những địa điểm đặc biệt theo yêu cầu như Rovaniemi, Phần Lan. Ngày 1 tháng 11 năm 1986, một chiếc Concorde thuê đã bay vòng quanh Trái Đất trong 31 giờ và 51 phút.
Trong một thời gian ngắn năm 1977 và giai đoạn 1979 tới 1981, British Airways và Singapore Airlines cùng sở hữu chung một chiếc Concorde cho tuyến đường bay giữa Bahrain và Sân bay Paya Lebar Singapore. Chiếc máy bay, được sơn phù hiệu của Singapore Airlines ở phía trái và của British Airways ở phía bên phải. Dịch vụ này đã ngừng hoạt động sau ba tháng vì những lời phàn nàn về tiếng ồn từ phía chính phủ Malaysia; nó chỉ có thể hoạt động trở lại trên một đường bay mới vòng qua không phận Malaysia. Những tranh cãi đang diễn ra với Ấn Độ cũng khiến Concorde không thể bay ở tốc độ siêu thanh trên không phận nước này, vì thế đường bay cuối cùng đã bị tuyên bố hủy bỏ. Trong thời bùng nổ dầu mỏ tại Mexico, Air France điều hành hai chuyến bay hàng tuần tới Sân bay Quốc tế Benito Juárez tại Thành phố México qua Washington, DC, từ tháng 9 năm 1978 tới tháng 11 năm 1982. Cuộc khủng hoảng kinh tế ở phạm vi toàn thế giới trong giai đoạn này khiến đường bay trên bị hủy bỏ; những chuyến bay cuối cùng hầu như rỗng không. Thỉnh thoảng, Concorde quay trở lại Mexico City và Acapulco dưới hình thức thuê chuyến.
Giai đoạn 1984 và 1991, British Airways phục vụ tuyến London và Miami với ba chuyến bay mỗi tuần. Chúng đều diễn ra ở tốc độ dưới siêu thanh và là chuyến kéo dài từ Dulles tới Miami.
Từ 1978 tới 1980, Braniff International Airways thuê mười chiếc Concorde, năm chiếc của British Airways và năm chiếc của Air France. Chúng được dùng cho những chuyến bay dưới siêu thanh giữa Dallas-Fort Worth và Sân bay Quốc tế Washington Dulles, máy bay do phi công của Braniff điều khiển, đội bay của Air France và British Airways sẽ tiếp tục đảm nhiệm điều khiển bay tiếp tới London và Paris. Những chiếc máy bay này được đăng ký cả tại Hoa Kỳ và tại quê hương chúng: một mảnh băng dính sẽ được dán kín lên số đăng ký châu Âu khi chúng do Braniff điều hành. Những chuyến bay này không mang lại lợi nhuận và thường chưa tới 50% số vé được đặt, điều này khiến Braniff phải chấm dứt hoạt động với tư cách nhà điều hành bay Concorde duy nhất tại Hoa Kỳ tháng 5 năm 1980.

## Cảm giác của hành khách
Cảm giác của hành khách trên Concorde khác khá nhiều so với trên những chiếc máy bay thương mại tốc độ dưới siêu thanh khác. Các nhà điều hành quảng cáo cảm giác như đang bay trên "chiếc máy bay của tương lai". British Airways và Air France định dạng cabin với khoảng 100 ghế đồng hạng — bốn ghế mỗi hàng với đường đi ở giữa. Khoảng trống phía trên lối đi giữa chỉ cao (1.8 m) và khoảng cách để chân giữa những hàng ghế da hành khách thường rất chật hẹp so với ghế hạng thông thường trên những chiếc máy bay chở khách cỡ lớn khác. Hầu như hành khách không có chỗ để hành lý phía trên đầu, hành lý mang theo người bị cấm ngặt.
Trong thập niên 1990, những tính năng thường thấy tại khoang hạng nhất và thương gia của chiếc máy bay đường dài Boeing 747, như thiết bị giải trí video, ghế quay hay gập và lối đi lại không hề xuất hiện trên chiếc Concorde. Tuy nhiên, thời gian bay từ London tới New York xấp xỉ 3.5 giờ cũng là sự đền bù xứng đáng cho những khiếm khuyết đó. Thông thường có một màn hình plasma hiển thị ở phía trước thông báo độ cao, nhiệt độ không khí và tốc độ bay hiện tại theo số Mach.
Để bù đắp phần nào những thiếu hụt về"tiện nghi", hành khách được sử dụng dịch vụ ở mức cao cấp. Bữa ăn được phục vụ trong những đĩa bát sành Wedgwood được thiết kế đặc biệt và dao ăn bạc.
Cảm giác vượt qua bức tường âm thanh không mang lại nhiều cảm xúc như mọi người thường nghĩ. Thời điểm này, kèm theo một cảm giác tăng gia tốc nhẹ, thường được phi công thông báo cho hành khách.
Với độ cao bay gấp hai lần một chiếc máy bay thông thường khác, tầm nhìn từ cửa sổ máy bay thể hiện rõ những đường nét cong trên Trái Đất, và hiếm khi máy bay rơi vào vùng không khí nhiễu. Khi bay ở tốc độ siêu thanh, dù nhiệt độ bên ngoài thường là −60 °C, không khí bị nén sẽ làm nóng lớp vỏ phía trước máy bay lên tới gần +120 °C, khi sờ vào cửa sổ sẽ thấy ấm và nó tạo ra độ dốc nhiệt độ chênh lệch khá nhiều dọc theo thân máy bay.
Cánh hình tam giác cho phép Concorde có góc tấn công lớn hơn máy bay thông thường, bởi nó cho phép tạo ra những cuộn xoáy không khí áp suất thấp lớn trên toàn bộ bề mặt trên cánh, nhưng vẫn giữ lực nâng. Áp suất thấp này khiến Concorde biến mất trong dải sương mù trong những ngày ẩm ướt. Chúng chỉ được tạo thành ở tốc độ gió thấp, có nghĩa trong lần đầu tiên lấy độ cao và trong suốt quá trình tiếp cận Concorde phải chịu nhiễu loạn không khí nhẹ.
Concorde bay đủ nhanh khiến trọng lượng của tất cả mọi người trên khoang tạm thời giảm 1% khi nó bay về phía đông. Điều này xảy ra do những hiệu ứng li tâm xuất hiện do tốc độ không khí cộng tốc độ quay của Trái Đất. Khi bay về phía tây, trọng lượng tăng khoảng 0.3%, vì nó triệt tiêu sự quay và lực li tâm thông thường và thay thế chúng bằng sự quay nhỏ hơn theo hướng đối diện. Concorde bay đủ cao để trọng lượng của mọi người trên khoang giảm thêm 0.6% vì khoảng cách từ chỗ họ tới tâm Trái Đất đã tăng thêm.
Tốc độ bay của Concorde vượt tốc độ tối đa của Đường đổi ngày (solar terminator). Concorde có thể thoát khỏi sự xoay tròn của Trái Đất. Trên những chuyến bay về phía tây, nó có thể tới nơi ở giờ địa phương sớm hơn giờ tại nơi xuất phát. Trên một số chuyến bay xuyên Đại Tây Dương vào đầu buổi tối xuất phát từ Heathrow hay Paris, Nó có thể cất cánh ngay sau hoàng hôn và đuổi kịp mặt trời, hạ cánh vào buổi sáng; từ buồng lái có thể thấy mặt trời mọc từ phía tây. Hiện tượng này đã được British Airways khai thác quảng cáo, họ dùng khẩu hiệu"Tới trước khi bạn đi."

## Vụ tai nạn ở Paris
Ngày 25 tháng 7 năm 2000, chuyến bay 4590 Air France đã lao xuống đất tại Gonesse, Pháp, làm thiệt mạng 100 hành khách và 9 thành viên phi hành đoàn trên khoang cùng 4 người dưới mặt đất. Đây là vụ tai nạn nghiêm trọng đầu tiên và duy nhất của loại máy bay này.
Theo cuộc điều tra chính thức của Văn phòng điều tra tai nạn của Pháp, BEA, vụ tai nạn có nguyên nhân từ một mảnh titan, một phần của một bộ đối chiếu lực đẩy (thrust reverser), rơi ra từ chiếc DC-10 của Continental Airlines đã cất cánh khoảng bốn phút trước đó. Mảnh kim loại này đâm thủng lốp Concorde, làm chúng vỡ tan. Một mảnh cao su bắn vào bình nhiên liệu và làm đứt một sợi cáp dẫn điện. Sức va chạm gây sóng chấn động làm vỡ bình nhiên liệu cách điểm va chạm một đoạn. Nhiên liệu rò rỉ ra ngoài bắt lửa. Đội bay tắt động cơ số 2 khi nhận được cảnh báo cháy nhưng không thể thu càng, gây cản trở quá trình đạt độ cao của máy bay. Bởi động cơ số 1 chỉ hoạt động cầm chừng và tạo ra ít lực đẩy, chiếc máy bay không thể tăng độ cao và tốc độ, nhanh chóng chao đảo hạ thấp và nghiêng về bên trái. Máy bay đâm vào Khách sạn Hotelissimo tại Gonesse.
Các cựu phi công Concorde người Anh và Pháp đã xem xét nhiều khả năng khác mà bản báo cáo đã bỏ qua, gồm cả việc bố trí trọng lượng không cân bằng trong các bình nhiên liệu và bánh đáp không chặt. Họ đi tới kết luận rằng đã thay đổi hướng chạy trên đường bay, làm giảm tốc độ cất cánh xuống dưới mức yêu cầu tối thiểu. (Chiếc máy bay đã đổi hướng tới rất gần một chiếc Boeing 747 được biết đang chở Tổng thống Pháp Jacques Chirac ở thời điểm đó.) Họ cho rằng chiếc Concorde đã gặp vấn đề trước khi cất cánh, bởi nó quá nặng khi ở trong tình trạng đó, với trung tâm trọng lực nằm ở phía đuôi và cất cánh theo hướng gió thổi. Hơn nữa, nó đã mất miếng đệm chính cho cụm bánh đáp bên trái giúp định vị trục làm ảnh hưởng tới hướng trục và làm cụm bánh đáp lắc lư 3 độ về mọi phía. Việc bố trí trọng lượng không cân phía trái khiến ba bánh còn lại làm tình trạng trục đáp càng nghiêm trọng, vệt đen của bốn chiếc bánh để lại trên đường băng cho thấy chiếc máy bay đã trượt khỏi tầm kiểm soát. Bản báo cáo tạm tời của BEA cho rằng sự chệch hướng về phía trái xuất hiện không chỉ do bánh đáp không được lắp đặt chuẩn xác mà còn do mất lực đẩy từ động cơ số 1 và số 2.
Trước vụ tai nạn, có thể cho rằng Concorde là loại máy bay chở khách an toàn nhất thế giới về số lượng người chết trên km chuyên chở (0). Sau vụ tai nạn, tỷ lệ chết là 12.5 trên 1 triệu chuyến bay, tồi hơn gấp ba lần so với loại máy bay đứng thứ hai. Tuy nhiên, sự an toàn của máy bay không thể tính toán chính xác từ một vụ tai nạn và những cải tiến an toàn đã được tiến hành sau vụ này. Dù sao, vụ tai nạn của chiếc Concorde thuộc Air France Concorde cũng đánh dấu sự kết thúc của loại máy bay này.
Vụ tai nạn dẫn tới một chương trình cải tiến sau đó, gồm cả những biện pháp kiểm soát điện tử tin cậy hơn, lớp phủ Kevlar cho các bình nhiên liệu và những loại lốp được chế tạo đặc biệt chống nổ.

## Hoạt động trở lại
Chuyến bay thử đầu tiên sau khi cải tiến xuất phát từ London Heathrow ngày 17 tháng 7 năm 2001, dưới sự điều khiển của Phi công Mike Bannister. Trong ba giờ hai mươi phút bay qua trung tâm Đại Tây Dương tới Iceland, Bannister đã đạt tốc độ Mach 2 và độ cao 60.000 feet trước khi quay trở lại RAF Brize Norton. Chuyến bay thử, được dự định theo mô hình tuyến London-New York, được tuyên bố là thành công và được truyền hình trực tiếp trên TV cũng như được nhiều người hâm mộ theo dõi tại cả hai địa điểm.
Các chuyến bay thương mại thông thường tái khởi động ngày 7 tháng 11 năm 2001 bởi BA và AF, tới New York JFK, hành khách đã được thị trưởng New York, Rudy Giuliani chào đón.
Chuyến bay chở khách đầu tiên của BA diễn ra ngày 11 tháng 9 2001, và đang ở trên không trung khi những vụ tấn công vào Trung tâm thương mại Thế giới đang diễn ra. Đây không phải là chuyến bay thương mại, tất cả hành khách đều là nhân viên của BA.

## Ngừng hoạt động
Ngày 10 tháng 4 năm 2003, British Airways và Air France đồng thời tuyên bố rằng họ sẽ cho Concorde ngừng hoạt động vào cuối năm ấy. Lý do đưa ra do số hành khách sụt giảm sau vụ tai nạn ngày 25 tháng 7 năm 2000, tình hình tồi tệ của các hãng vận chuyển hàng không sau vụ 11 tháng 9 và chi phí bảo dưỡng tăng cao.
Cùng ngày hôm ấy, ngài Richard Branson đề nghị được mua những chiếc Concorde của British Airways với"giá gốc £1"để sử dụng tại hãng Virgin Atlantic Airways của ông. Branson cho rằng đây cũng chính là giá tượng trưng British Airways đã trả cho Chính phủ Anh theo nhiều lời đồn đại, nhưng BA đã bác bỏ điều này và từ chối đề nghị của ông. Tuy nhiên, dù giá mua một chiếc Concorde lên tới £26, số tiền mua máy bay được chính phủ cho vay - khoản vay này đã được xóa bỏ khi British Airways được tư nhân hóa năm 1987.
Sau khi tuyên bố những khoản lỗ lớn với những chuyến bay Concorde đầu thập niên 1980, British Airways đã trả tổng số tiền £16.5 triệu năm 1984 cho chính phủ Anh để mua đứt số Concorde của họ. Sau một cuộc nghiên cứu thị trường và biết được những khách hàng mục tiêu nghĩ rằng Concorde đắt hơn thực tế, BA dần nâng giá để thích ứng với những suy nghĩ đó. Có thông báo cho rằng sau đó BA đã có lãi với Concorde, không như đối tác của họ. Dù BA từ chối thông báo những con số kế toán, có tin cho rằng trong đa số những năm hoạt động của Concorde số tiền lời lên tới £50 mỗi năm, và tổng thu là £1.75 tỷ trên giá thành £1 tỷ.
Branson đã nói trên tờ The Economist (23 tháng 10 năm 2003) rằng đề nghị cuối cùng của ông là"hơn £5 triệu"và rằng ông có ý định sử dụng số máy bay này"trong nhiều năm tới."Bất kỳ một hy vọng nào về việc Concorde quay lại hoạt động đều bị bác bỏ khi Airbus rõ ràng không muốn cung cấp hỗ trợ bảo dưỡng cho những chiếc máy bay đã già cỗi.
Cũng có ý kiến cho rằng Concorde bị cho nghỉ không phải vì những lý do thường được công bố, và rằng trong thời gian Concorde ngừng hoạt động các công ty hàng không nhận thấy những khách hàng hạng nhất của nó rất trung thành với họ và chở khách trên những chuyến bay ở tốc độ dưới siêu thanh mang lại cho họ nhiều lợi nhuận hơn và đó là lý do chính khiến Concorde phải về hưu.
Một hy vọng nhỏ còn lại cho Concorde ngày nay chính là việc một nhóm kỹ sư tình nguyện người Pháp đang giữ gìn một chiếc Concorde trẻ nhất ở tình trạng gần như bay được. Nhóm những kỹ sư này, làm việc với những chiếc máy bay đã ngừng hoạt động của Air France tại Le Bourget Air và Space Museum ở Paris, hy vọng rằng một ngày kia Concorde lại sẽ có thể thể hiện vẻ uy nghi của mình trên bầu trời. Tuy nhiên, những chiếc Concorde ở Anh đã bị tháo hết dầu mỡ và các hệ thống cũng bị tháo rời, khiến hy vọng tái xuất hiện của chúng còn mờ mịt hơn. Có lẽ ở khía cạnh này người Pháp đang có nhiều hy vọng hơn.

### Air France
Chuyến bay Concorde thương mại cuối cùng của Air France hạ cánh xuống Hoa Kỳ tại Thành phố New York từ Paris ngày 30 tháng 5 năm 2003. Những chiếc xe cứu hỏa đã phun vòng cung nước truyền thống qua chiếc F-BTSD trên đường băng sân bay John F. Kennedy. Chiếc máy bay này quay trở lại Paris trong một buổi sáng sương mù tháng 5. Chuyến máy bay có chở khách cuối cùng là một chuyến bay thuê quanh Vịnh Biscay. Trong tuần lễ sau đó, ngày 2 tháng 6 và 3 tháng 6 năm 2003, F-BTSD đã bay vòng cuối cùng từ Paris tới New York và quay lại chở theo những nhân viên và cựu nhân viên từng phục vụ trên chiếc Concorde. Chuyến bay Concorde cuối cùng của Air France diễn ra ngày 27 tháng 6 năm 2003 khi chiếc F-BVFC về nghỉ hưu tại Toulouse.
Một cuộc bán đấu giá các phụ tùng Concorde và những hiện vật đáng lưu giữ khác cho Air France đã được tổ chức tại nhà bán đấu giá Christie's ở Paris ngày 15 tháng 11 năm 2003. Một nghìn ba trăm người đã tham dự, nhiều lô hàng đã được trả giá cao hơn dự tính.
Hai chiếc Concorde của Pháp tại Le Bourget và Toulouse thỉnh thoảng được vận hành, và có lẽ chúng có thể được chuẩn bị cho những chuyến bay tương lai trong những dịp đặc biệt.

### British Airways

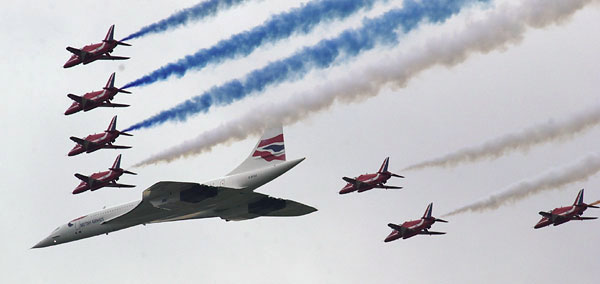
Chuyến bay biểu diễn tại Lễ kỷ niệm 50 năm ngày lên ngôi của Nữ hoàng

Chuyến bay Concorde cuối cùng của BA cất cánh từ Sân bay Quốc tế Grantley Adams tại Barbados ngày 30 tháng 8 năm 2003. BA đã tổ chức một tour chia tay Bắc Mỹ nhỏ tháng 10 năm 2003. G-BOAG đã tới Sân bay Quốc tế Toronto Pearson ngày 1 tháng 10 2003, tới Sân bay Quốc tế Logan tại Boston ngày 8 tháng 10 2003, và Sân bay Quốc tế Washington Dulles ngày 14 tháng 10 2003. Chuyến bay tới Boston của G-BOAD đã lập kỷ lục là chuyến bay xuyên đại dương nhanh nhất từ đông sang tây khiến thời gian bay từ London Heathrow chỉ còn 3 giờ, 5 phút, 34 giây.
Trong những chuyến bay chia tay cuối cùng vòng quanh Anh Quốc, một chiếc Concorde đã tới Birmingham ngày 20 tháng 10, Belfast ngày 21 tháng 10, Manchester ngày 22 tháng 10, Cardiff ngày 23 tháng 10, và Edinburgh ngày 24 tháng 10. Mỗi ngày chiếc máy bay đều xuất phát và quay trở về Heathrow, và thường bay thấp trên bầu trời các thành phố đó. Hơn 650 người may mắn và 350 khách mời đặc biệt là hành khách trên những chuyến bay đó.
Ngày 22 tháng 10, Heathrow ATC đã tổ chức chuyến bay BA9021C đặc biệt xuất phát từ Edinburgh, và BA002 từ New York để đồng thời hạ cánh tại hai đường băng song song.
Tối ngày 23 tháng 10 2003, Nữ hoàng đã đồng ý chăng đèn tại Lâu đài Windsor khi chuyến bay thương mại cuối cùng của Concorde về phía tây xuất phát từ London bay ngang qua. Đây là một danh dự thường chỉ được dành cho những sự kiện đặc biệt và những nhân vật quan trọng.
British Airways cho Concorde ngừng hoạt động ngày hôm sau, 24 tháng 10. G-BOAG rời New York trong lễ nhạc tương tự buổi lễ đã được dành cho chiếc Concorde của Air France, trong khi hai chiếc khác tiến hành nốt chuyến bay vòng, G-BOAF bay qua Vịnh Biscay, mang theo nhiều khách VIP gồm cả nhiều cựu phi công Concorde, và G-BOAE tới Edinburgh. Ba chiếc máy bay sau đó đều bay vòng trên bầu trời London, và được phép đặc biệt bay ở độ cao thấp, trước khi lần lượt hạ cánh tại Heathrow. Hai chiếc Concordes bay vòng hạ cánh lúc 4:01 và 4:03 chiều. Giờ mùa hè Anh, chiếc từ New York hạ cánh lúc 4:05. Sau đó cả ba chiếc đều chạy 45 phút trên đường dẫn vòng quanh sân bay trước khi trả những hành khách bay siêu thanh cuối cùng. Phi công bay tuyến New York tới London là Mike Bannister.
Những hành khách trên chuyến bay xuyên Đại Tây Dương cuối cùng gồm:
- Nhà thơ Maya Angelou
- Tony Benn
- Cựu người mẫu Mỹ Christie Brinkley
- Nữ diễn viên ba lê Darcey Bussell
- Phóng viên TV Jeremy Clarkson
- Joan Collins và chồng Percy Gibson.
- Lãnh đạo đội đua Công thức 1 Bernie Ecclestone
- Ngài David Frost
- Chủ tịch sàn giao dịch chứng khoán Chris Gibson-Smith
- Diễn viên Nigel Havers
- Người mẫu Jodie Kidd
- Chủ tịch British Airways Lord Marshall
- Nhà quảng cáo người Mông Cổ Lord Saatchi
- Piers Morgan, khi ấy là tổng biên tập tờ Daily Mirror
- Nhân vật quan trọng của CNN Richard Quest
- Các chủ tịch và giám đốc điều hành của:
  - GlaxoSmithKline
  - BAE Systems
  - Merrill Lynch
  - Deutsche Bank
  - P&O
  - Sàn giao dịch chứng khoán London
  - Royal Bank of Scotland
- Một người may mắn, đã đặt một vé thường xuyên từ hơn một năm trước.
- Người chiến thắng (và khách) của một cuộc đấu giá trên eBay do British Airways tổ chức.
- Hai người chiến thắng trong một chương trình quảng cáo trên TV Australian.

Tất cả những chiếc Concordes của BA đều đã ngừng hoạt động, và thu hồi giấy phép bay cũng như bị tháo hết dầu mỡ. Cựu phi công chính Concorde pilot và là người quản lý đội máy bay Jock Lowe, ước tính cần phải chi £10-15 triệu để chiếc G-BOAF (tại Filton) có thể hoạt động trơởlại. BA tiếp tục giữ quyền sở hữu Concordes, và nói rằng chúng sẽ không bao giờ bay nữa.
Ngày 1 tháng 12 2003, Bonhams đã tổ chức một buổi đấu giá những đồ vật trên những chiếc British Airways của họ tại Kensington Olympia, tại London. Những đồ vật được bán gồm Thiết bị đo tốc độ Match, mũi hình nón, ghế phi công và hành khách, dao, gạt tàn và chăn sử dụng trên khoang. Số tiền thu được khoảng £750.000, nửa triệu được trao cho Get Kids Going!, một quỹ từ thiện cho trẻ em khuyết tật và tạo cơ hội tham gia thể thao cho thanh niên.

## Lịch sử

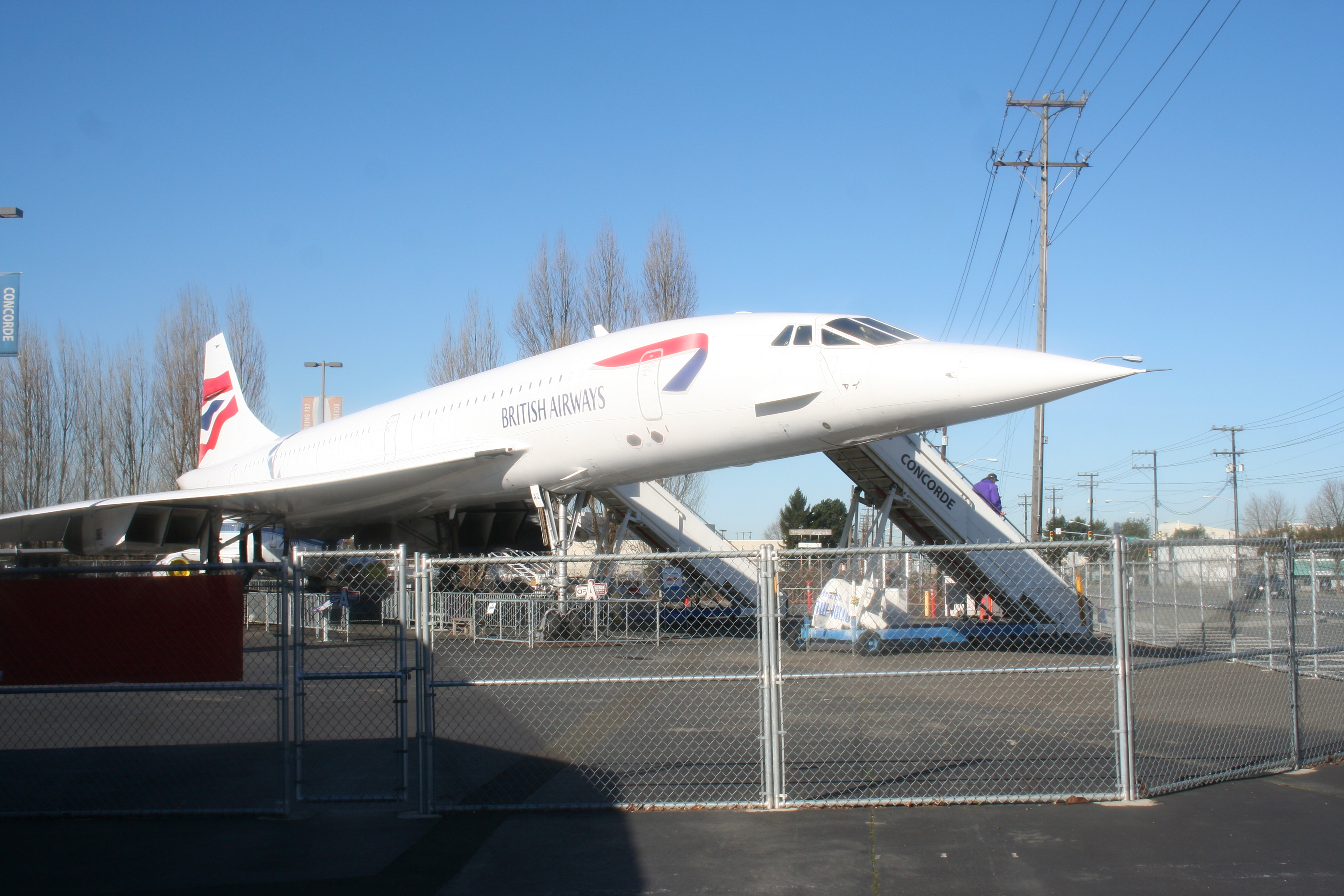
Concorde G-BOAG tại Bảo tàng Hàng không, Seattle, Washington, USA

Tổng cộng, 20 chiếc Concordes đã được chế tạo, 6 chiếc trong giai đoạn phát triển và 14 chiếc hoạt động thương mại.
Chúng gồm:
- 2 nguyên mẫu
- 2 chiếc giai đoạn tiền sản xuất
- 16 chiếc giai đoạn sản xuất
  - Hai chiếc đầu tiên trong số này không hoạt động thương mại
  - Trong số 14 chiếc hoạt động thương mại, 12 chiếc vẫn hoạt động tới tháng 4 năm 2003

Trừ hai chiếc, tất cả chúng đều được gìn giữ, một tỷ lệ cao đáng kinh ngạc đối với bất kỳ một loại máy bay nào; hai chiếc kia là F-BVFD (cn 211), ngừng hoạt động trong thập niên 1980 và đã bị hủy bỏ năm 1994, và chiếc F-BTSC (cn 203), bị tai nạn ở Paris.
| Số hiệu | Đăng ký | Chuyến bay đầu tiên | Chuyến bay cuối cùng | Giờ bay | Địa điểm |
| ------- | ------- | ------------------- | -------------------- | ------- | --- |
| 001     | F-WTSS  | 2 Tháng 3 1969      | 19 Tháng 10 1973     | 812     | Bảo tàng Hàng không và Vũ trụ, Le Bourget, Pháp |
| 002     | G-BSST  | 9 Tháng 4 1969      | 4 Tháng 3 1976       | 836     | Fleet Air Arm Museum, Yeovilton, Anh Quốc |
| 101     | G-AXDN  | 17 Tháng 12 1971    | 20 Tháng 8 1977      | 632     | Bảo tàng Chiến tranh Đế quốc, Duxford, Anh Quốc |
| 102     | F-WTSA  | 10 Tháng 1 1973     | 20 Tháng 5 1976      | 656     | Bảo tàng Delta, Sân bay Orly, Paris, Pháp |
| 201     | F-WTSB  | 6 Tháng 12 1973     | 19 Tháng 4 1985      | 909     | Nhà máy Airbus, Toulouse, Pháp |
| 202     | G-BBDG  | 13 Tháng 12 1974    | 24 Tháng 12 1981     | 1282    | Bảo tàng Brooklands, Weybridge, Surrey, Anh Quốc |
| 203     | F-BTSC  | 31 Tháng 1 1975     | 25 Tháng 7 2000      | 11989   | đã bị phá huỷ sau vụ tai nạn ở ngoại ô Paris, Pháp |
| 204     | G-BOAC  | 27 Tháng 2 1975     | 31 Tháng 10 2003     | 22260   | Sân bay Manchester Viewing Park, Anh Quốc |
| 205     | F-BVFA  | 27 Tháng 10 1976    | 12 Tháng 6 2003      | 17824   | Trung tâm Steven F. Udvar-Hazy thuộc Bảo tàng Hàng không và Vũ trụ Quốc gia Smithsonian Chantilly, Virginia Hoa Kỳ (ngoại ô Washington, DC)                                                                  |
| 206     | G-BOAA  | 5 Tháng 11 1975     | 12 Tháng 8 2000      | 22768   | Bảo tàng Hàng không, Đông Lothian, Scotland |
| 207     | F-BVFB  | 6 Tháng 3 1976      | 24 Tháng 6 2003      | 14771   | Bảo tàng Auto & Kỹ thuật, Đức |
| 208     | G-BOAB  | 18 Tháng 5 1976     | 15 Tháng 8 2000      | 22296   | Sân bay Heathrow, London, Anh Quốc |
| 209     | F-BVFC  | 9 Tháng 7 1976      | 27 Tháng 6 2003      | 14332   | Nhà máy Airbus, Toulouse, Pháp |
| 210     | G-BOAD  | 25 Tháng 8 1976     | 10 Tháng 11 2003     | 23397   | Intrepid Sea-Air-Space Museum, New York, Hoa Kỳ; tháng 12 năm 2006 chiếc máy bay được chuyển tạm tới Floyd Bennett Field ở Brooklyn để sửa chữa và để Intrepid xây dựng bệ đỡ, công việc sẽ kéo dài tới 2008 |
| 211     | F-BVFD  | 10 Tháng 2 1977     | 27 Tháng 5 1982      | 5814    | Đã tháo dỡ |
| 212     | G-BOAE  | 17 Tháng 3 1977     | 17 Tháng 11 2003     | 23376   | Sân bay Quốc tế Grantley Adams, Barbados |
| 213     | F-BTSD  | 26 Tháng 6 1978     | 14 Tháng 6 2003      | 12974   | Bảo tàng Hàng không và Vũ trụ, Le Bourget, Pháp |
| 214     | G-BOAG  | 21 Tháng 4 1978     | 5 Tháng 11 2003      | 16239   | Bảo tàng Hàng không, Seattle, Hoa Kỳ |
| 215     | F-BVFF  | 26 Tháng 12 1978    | 11 Tháng 6 2000      | 12421   | Sân bay Charles de Gaulle, Paris, Pháp |
| 216     | G-BOAF  | 20 Tháng 4 1979     | 26 Tháng 11 2003     | 18257   | Filton Aerodrome, Bristol, Anh Quốc |

- Đọc thêm: Lịch sử máy bay Concorde

## Dấu ấn Văn hoá và Chính trị
Concorde vẫn là một biểu tượng mạnh mẽ, cả về mặt kỹ thuật và thiết kế hình dạng. Nó là một biểu tượng của lòng tự hào quốc gia đối với rất nhiều người ở cả Anh và Pháp; tại Pháp nó được cho là một chiếc máy bay của Pháp, tại Anh nó được coi là một chiếc máy bay Anh.

### Môi trường
Phản ứng của người dân trước viễn cảnh về tiếng ổn lớn khi loại máy bay này bay qua cũng thể hiện một sự thay đổi quan trọng về mặt xã hội. Trước các chuyến bay thử của Concorde, những phát triển trong lĩnh vực công nghiệp hàng không dân sự đã được nhiều chính phủ dân chủ phát triển và các cử tri của họ chấp nhận. Phản ứng của người dân (đặc biệt ở những vùng ven bờ biển phía đông Hoa Kỳ) chống lại tiếng ồn của Concorde thể hiện một bước ngoặt chính trị và sau đó các nhà khoa học cũng như công nghệ trong nhiều ngành công nghiệp đã bắt đầu chú ý một cách nghiêm túc hơn tới những ảnh hưởng môi trường và xã hội của các dự án, bởi các kỹ sư, những nhà đầu tư lớn và các chính phủ không thể luôn luôn đặt lợi ích kinh tế hay sự nghiệp của đảng mình lên trên hết.
Carol Vendi, một trong những khuôn mặt quan trọng phản đối"SST"(Vận tải siêu thanh - thuật ngữ Hoa Kỳ để chỉ máy bay Concorde), cuối cùng đã giành được sự ủng hộ chính trị về vấn đề này và được bầu vào Hạ viện Hoa Kỳ. Concorde đã trực tiếp đưa tới một quy định giảm tiếng ồn đối với các máy bay bay khỏi Sân bay JFK; nghiên cứu cho thấy Concorde thực tế còn đỡ ồn hơn một số loại máy bay khác (một phần nhờ các phi công đã giảm hoạt động của động cơ khi bay ngang các vùng dân cư để tránh tiếng ồn). Việc này khiến các hãng hàng không khác cũng phải học tập tuân thủ.
Khi hoạt động động cơ Concorde thải ra nitơ oxide, khiến, dù có những phản ứng hóa học phức tạp với những hóa chất làm suy giảm tầng ôzôn khác, vẫn bị cho là một nguyên nhân làm suy giảm tầng ôzôn trên những độ cao tầng bình lưu nó hoạt động. Một điều khác cũng đã được chứng minh rằng các loại máy bay bay thấp khác thực tế cũng tạo ra ôzôn khi bay ở tầng bình lưu, nhưng sự luân chuyển khí giữa hai tầng khí quyển này rất hiếm khi xảy ra. Có những lời buộc tội cho rằng hành động vận động hành lang chống Vận tải siêu thanh đã phóng đại mức độ làm suy giảm tầng ôzôn để phục vụ cho mục tiêu chính trị của họ. Số lượng Concorde hoạt động khá nhỏ đồng nghĩa với việc tầng ôzôn bị phá hủy không tới mực nghiêm trọng.
Từ viễn cảnh này, tiến bộ công nghệ của Concorde có thể coi là một sự làm quen của công chúng (và các phương tiện truyền thông) với sự xung đột giữa công nghệ và môi trường. Tại pháp, việc sử dụng hàng rào cách âm dọc theo đường tàu cao tốc TGV không thể diễn ra nếu không có những lời phản đối về tiếng ồn máy bay trong thập niên 1970. Tại Anh CPRE đã xuất bản các bản đồ về sự yên tĩnh từ năm 1990 và các cơ quan công cộng cũng đang học tập điều này.
Tính trên mỗi hành khách, Concorde bay được 17 dặm cho mỗi gallon nhiên liệu (mpg) (hay 20 lít/100km). Hiệu suất này ở mức tương đương với những chiếc máy bay phản lực thương mại Gulfstream G550 (~16 dặm trên gallon hay 18 l/100 km trên hành khách), nhưng thấp hơn nhiều so với Boeing 747-400 (~91 dặm trên gallon hay 3.1 l/100 km trên hành khách)

### Ấn tượng quần chúng
Concorde thường được coi là một loại phương tiện dành riêng cho người giàu, nhưng những chuyến bay thuê riêng kiểu bay vòng tròn (không hạ cánh) hay một chiều (chiều ngược lại bằng xe buýt hay tàu thủy) được sắp xếp để những người có thu nhập mức trung bình hay may mắn cũng có thể tham gia.
Người Anh thường đơn giản gọi chiếc máy bay này là"Concorde" và người Pháp là"le Concorde"(chứ không phải"un Concorde"), giống như chỉ có một chiếc Concorde duy nhất tồn tại.
Là một biểu tượng của lòng tự hào quốc gia, một chiếc máy bay trong phi đội thuộc BA thường bay biểu diễn tại một số sự kiện đặc biệt của hoàng gia, các triển lãm hàng không lớn và một số dịp đặc biệt khác, thỉnh thoảng trong đội hình với đội bay biểu diễn Những mũi tên đỏ. Trong ngày cuối cùng hoạt động thương mại, vì sự quan tâm của công chúng quá lớn nên lễ chia tay được tổ chức tại Sân bay Heathrow tại London để mọi người có thể chiêm ngưỡng lần hạ cánh cuối cùng của nó. Những đám đông đứng chật đường biên đường băng hạ cánh và rất nhiều phương tiện truyền thông đại chúng cũng có mặt tường thuật sự kiện này.
Ba mươi bảy năm sau chuyến bay thử đầu tiên, Concorde được thông báo chiến thắng trong Cuộc thi Thiết kế Anh Quốc, được BBC và viện Bảo tàng Thiết kế tổ chức. Tổng cộng 212.000 phiếu bầu cho Concorde đánh bại các biểu tượng về thiết kế khách như Mini, mini skirt, Jaguar E-type, Tube map và Supermarine Spitfire.

## So sánh với máy bay siêu thanh khác
• Máy bay chở khách siêu thanh duy nhất khác là đối thủ cạnh tranh trực tiếp với Concorde là chiếc TU-144 của Liên bang Xô viết.
TU-144 đi vào hoạt động trước và nghỉ hưu năm 1978. Vì chương trình phát triển quá nóng vội, TU-144 thô và kém tinh vi hơn so với Concorde, độ ồn trong cabin cũng cao hơn nhiều.
Phiên bản trước của TU-144D có tầm hoạt động ngắn hơn Concorde nhiều, chủ yếu vì nó được trang bị các động cơ quá yếu. Loại máy bay này cần sử dụng buồng đốt lần hai để duy trì tốc độ Mach 2.0 và bay siêu thanh ở tốc độ Mach 1.6. Vì thiết kế cánh chỉ ưu tiên cho tốc độ siêu thanh nên khả năng kiểm soát bay của nó ở các tốc độ dưới siêu thanh rất thấp. Hơn nữa, Tu-144 cần sử dụng dù khi hạ cánh (trong khi Concorde sử dụng hệ thống phanh chống bó cứng rất tinh vi).
Máy bay Tu-144 đã hai lần gặp tai nạn, đặc biệt tại Triển lãm Hàng không Paris năm 1973, khiến nó không bao giờ có thể xuất hiện trên thị trường thương mại và một vụ khác khi đang hoạt động như máy bay chở hàng. Những phiên bản sau này được trang bị cánh mũi có thể thu vào để tăng độ ổn định khi bay ở tốc độ thấp, và các động cơ phiên bản quân sự lấy từ chiếc Tu-160 khiến nó có tầm hoạt động gần tương đương Concorde. Chiếc máy bay có 126 ghế ngồi. Với tốc độ tối đa Mach 2.35 (nhờ các bộ phận quan trọng được chế tạo bằng titan và thép), tuy trên lý thuyết là một loại máy bay có tính cạnh tranh cao hơn, phiên bản này không thể xuất khẩu vì các động cơ quân sự của nó.
• Dự án sớm chết yểu Boeing 2707, là dự án duy nhất của người Mỹ trong lĩnh vực này. Thiết kế của người Mỹ lớn hơn, với 300 ghế ngồi. Bản thiết kế này cũng dự định cho tốc độ bay lớn hơn lên tới Mach 3.0, khiến việc chế tạo trở nên khó hơn, bởi nhiệt độ cao cao không cho phép sử dụng vật liệu hợp kim dura. Khởi động sau Concorde vài năm, những chi phí phát sinh để giải quyết các vấn đề này có thể là một nguyên nhân khiến nó nhanh chóng bị hủy bỏ. Chính phủ Hoa Kỳ đã chi hơn 1 tỷ dollar cho dự án này.
Việc khám phá những tiếng nổ siêu thanh có khả năng truyền xuống tới mặt đất cũng có nghĩa chiếc máy bay trở thành mục tiêu cho những mối lo ngại về môi trường cũng là lý do khiến thành công thương mại của nó không thể to lớn hơn.

## Đề xuất thay thế
Tháng 11 năm 2003, EADS, công ty mẹ của công ty chế tạo máy bay Airbus, đã thông báo rằng họ đang xem xét việc hợp tác với các công ty Nhật Bản để phát triển một loại máy bay lớn hơn, nhanh hơn thay thế cho Concorde. Tuy nhiên, những thông tin báo chí gần đây cho thấy mỗi năm chỉ 1 triệu dollar được đầu tư cho nghiên cứu, nhỏ hơn rất nhiều so với con số 1 tỷ dollar cần thiết cho việc phát triển một loại máy bay chở khách siêu thanh đáng tin cậy.
Tháng 10 năm 2005, Cơ quan Khai thác Không gian Nhật Bản (JAXA), đã tiến hành việc thử nghiệm khí động học một mô hình tỷ lệ của một loại máy bay chở khách được thiết kế để chở 300 hành khách và bay với tốc độ Mach 2. Nếu tiến sang được giai đoạn phát triển thương mại, loại máy bay này được cho là sẽ đi vào hoạt động trong giai đoạn 2020 - 2025.
Việc nghiên cứu các loại máy bay thương gia siêu thanh cũng đang được tiến hành.
Reaction Engines Limited một công ty của Anh với 50% tiền vốn thuộc EU, đang nghiên cứu LAPCAT, một bản thiết kế máy bay sử dụng nhiên liệu hydro chở 300 hành khách có thể bay thẳng từ Brussels tới Sydney ở tốc độ Mach 5+ trong 4.6 giờ.

## Văn hoá đại chúng
Trong buổi biểu diễn Live Aid diễn ra đồng thời tại nhiều điểm nhằm mục đích quyên tiền giúp người nghèo được tổ chức ngày 13 tháng 7 năm 1985, ngôi sao nhạc pop Phil Collins đã bay trên một chiếc Concorde từ London để có thể biểu diễn cả tại London và Philadelphia trong cùng một ngày.
Concorde đã là nhân vật hay được đề cập tới trong:
- Phim The Wild Geese (1978): Thiếu tá Faulkner (Richard Burton) đã tới London Heathrow trên chiếc Concorde.
- Loạt phim truyền hình Hart To Hart (1979-1984): có cảnh Concorde hạ cánh.
- Phim The Concorde: Airport '79: Concorde xuất hiện trong bộ phim kém nổi tiếng này và cả ở loạt phim tiếp sau Airport của nó. Chiếc Concorde trong phim chính là chiếc Concorde của Air France sau đó 21 năm sẽ đâm xuống đất ngày 25 tháng 7 năm 2000.
- The Concorde Affair (Concorde Affaire trong nguyên bản) phim Italy (1979): Đạo diễn: Ruggero Deodato.
- Phim Moonraker (1979): James Bond tới Rio de Janeiro trên một chiếc Concorde của Air France. Air France cũng có những chiếc Concorde hoạt động trên tuyết Paris-Dakar-Rio ở thời điểm đó.
- Phim The Long Good Friday (1980): Harold Shand (Bob Hoskins) tới Heathrow trên một chiếc Concorde.
- Phim Superman II (1980): Superman đã dùng Concorde để tới Paris.
- Loạt phim truyền hình Doctor Who: Concorde xuất hiện trong câu chuyện"Time-Flight"1982.
- Loạt phim truyền hình The Transformers (1984-1987): as the Aerialbot leader Silverbolt in the animated TV series. In the toy line, the Micromasters:"Supersonic"and"Skydive"also turn into Concordes.
- Phim Coming to America (1988): Hoàng tử Akeem (Eddie Murphy) và Semmi (Arsenio Hall) tới New York trên một chiếc Concorde của British Airways.
- Phim The Bonfire of the Vanities (1990): Maria Ruskin (Melanie Griffith) tới New York trên một chiếc Concorde của Air France. Đạo diễn Eric Schwab đã rất cố gắng để tính chính xác khoảng thời gian và ngày để đường băng tại Sân bay JFK hướng chính xác về phía mặt trời đang lặn, để có được một hậu cảnh hoành tráng.
- Loạt phim truyền hình Absolutely Fabulous (1992-2004): Edina Monsoon và Patsy Stone thường xuyên tới New York bằng Concorde.
- Phim Snatch (2000): Anh họ Avi bay trên chiếc Concorde từ Thành phố New York tới London để thăm Doug the Head, sau đó quay lại và lại bay tới London ở cảnh kết của phim.
- Phim Sabrina (1995): Linus Larrabee (Harrison Ford) bắt một chuyến Concorde của Air France từ New York tới Paris để có thể kịp gặp Sabrina, bởi cô đã rời New York trước đó trên một chuyến bay thông thường của Air France.
- Loạt phim truyền hình Only Fools and Horses (1981- 2003): ở phần Giáng sinh 1996, sau khi tham dự buổi bán đấu giá chiếc đồng hồ bỏ túi của John Harrison với số tiền lớn để trở thành triệu phú, gia đình đã xuất hiện trên khoang một chiếc Concorde trên đường từ Mỹ trở về nhà.
- Phim The Parent Trap (phiên bản 1998): Hallie và cha cô đã bắt một chiếc Concorde để có thể đánh bại cặp mẹ và Annie trên quãng đường tới London.
- Phim Cats & Dogs (2001): Concorde được dùng để chuyển các mật vụ chó từ Anh Quốc tới Hoa Kỳ.
- Phim National Treasure (2004): Concorde được trưng bày trên Cảng New York.
- Phim tài liệu truyền hình SuperSonic Dream (2005): một phim tài liệu của PBS NOVA về Concorde
- Microsoft Flight Simulator 2000.
- Phản ứng của dư luận sau vụ tai nạn Concorde của Air France đã được Jeremy Clarkson nhắc tới trong lần xuất hiện trên TV năm 2004 về loạt phim truyền hình Parkinson coi đó là cảm hứng chính cho cuốn sách I Know You Got Soul của ông.

## Chủ đề liên quan
Thay thế
Máy bay tương tự
- Boeing 2707
- Tupolev Tu-144

Dãy
Các danh sách
- Danh sách phi công Concorde
- Danh sách máy bay chở khách
- Danh sách chủ đề liên quan tới Vương quốc Anh

xem thêm
- G-BBDG
- Vận tải siêu thanh